# Elżbieta Kilarska

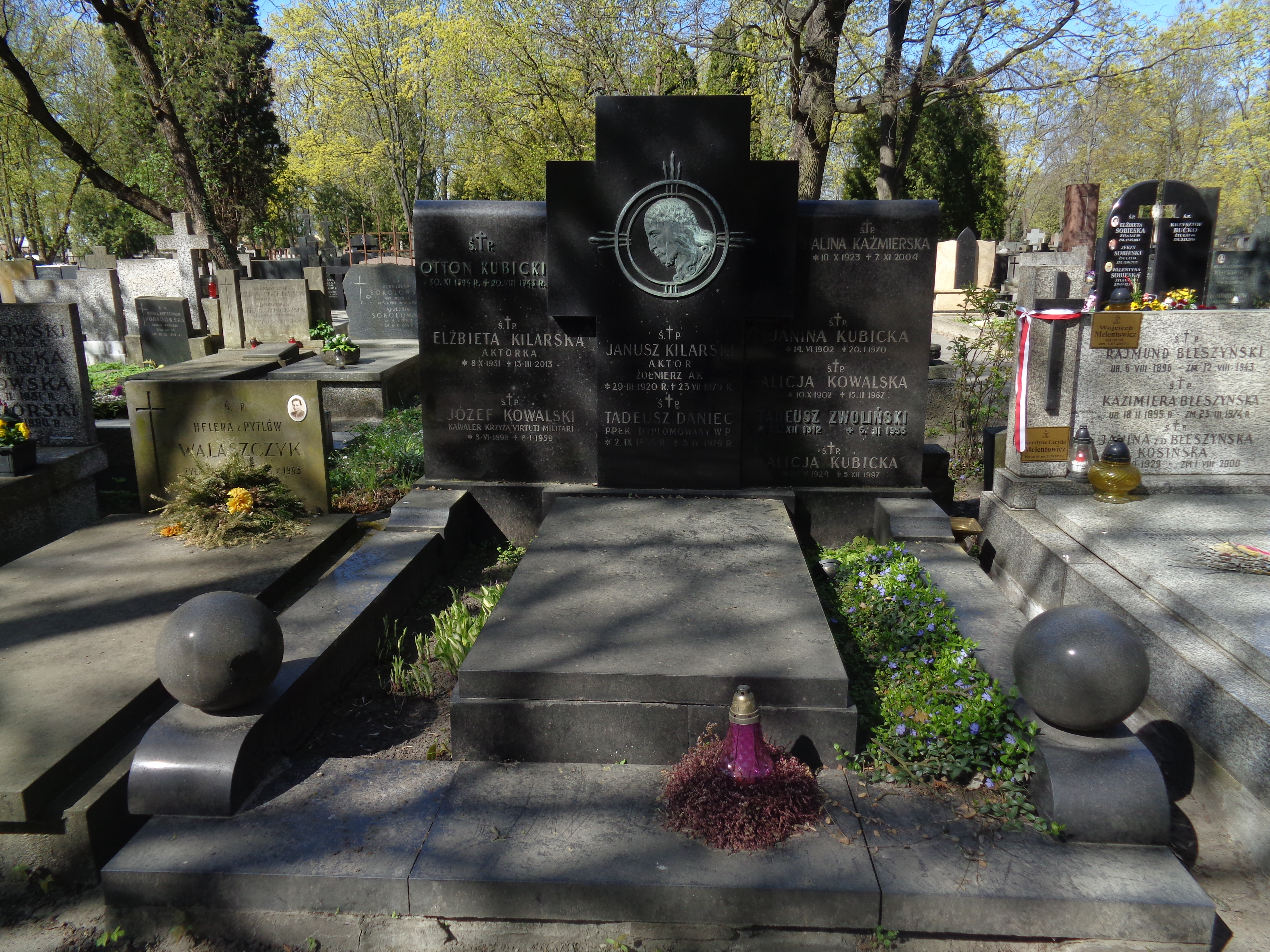
Grób rodzinny Elżbiety Kilarskiej na Cmentarzu Powązkowskim

Elżbieta Kilarska (ur. 8 października 1931 w Warszawie, zm. 13 marca 2013 tamże) – polska aktorka teatralna i filmowa.
W latach 1959–60 występowała w Teatrze Polskim w Bydgoszczy, 1960-61 w Teatrze im. Mickiewicza w Częstochowie, 1962-65 w Teatrze Śląskim im. Wyspiańskiego w Katowicach. W latach 1965–72 była aktorką Teatrów Dramatycznych w Szczecinie, 1972-75 Teatru im. Węgierki w Białymstoku. Od 1975 występowała w Warszawie: 1975-86 w Teatrze Ziemi Mazowieckiej, 1986-90 w Teatrze Popularnym, w 1990 w Teatrze Szwedzka 2/4.
Pochowana została na Cmentarzu Powązkowskim (kwatera 148-1-2/3).

## Wybrana filmografia
- 2007: Ekipa jako Zakładniczka skinów
- 2007: Wino truskawkowe jako Babka
- 2006: U fryzjera jako Starsza klientka
- 2003: Glina jako Sąsiadka Wasiaka (odc. 1)
- 2001–2002: Marzenia do spełnienia jako Była więźniarka UB
- 2001–2003: Szpital na perypetiach jako Pacjentka Pelagia
- 1988: Dekalog IV jako matka Jarka
- 1988: Dotknięci
- 1987: Rzeka kłamstwa
- 1984: Bez końca jako matka Antka
- 1983: Toccata